# ヒカリモ
ヒカリモ（光藻、学名：Ochromonas vischeri）は、日本各地の水のきれいな洞窟や、山陰などの池に生息する藻類であり、暗所で光を反射させることで黄金色に光って見えることが和名の由来である。

## 特徴
普段は単細胞生物として、長短1本ずつ、計2本の鞭毛で移動する。周年で構成される生活環のうち、通常は4月から6月の浮遊期に、疎水性の柄の上に複数の層で構成される細胞塊を形成し、これが鏡のように入射光を反射させることで黄金色に光るように見え、その様子は「金粉をしきつめたよう」だとのこと。光る仕組みについては、かつては葉緑体が光を反射させるとされたが、これは誤りである。しかし、詳しい仕組みについては十分に解明されていない。
一般には浮遊期は4月から6月であるが、日立市東滑川海浜緑地のヒカリモ群生地のように、年間を通して光って見える場所もある。
日立市が北限といわれていたが、近年は、宮城県や福島県でも発生が確認されている。

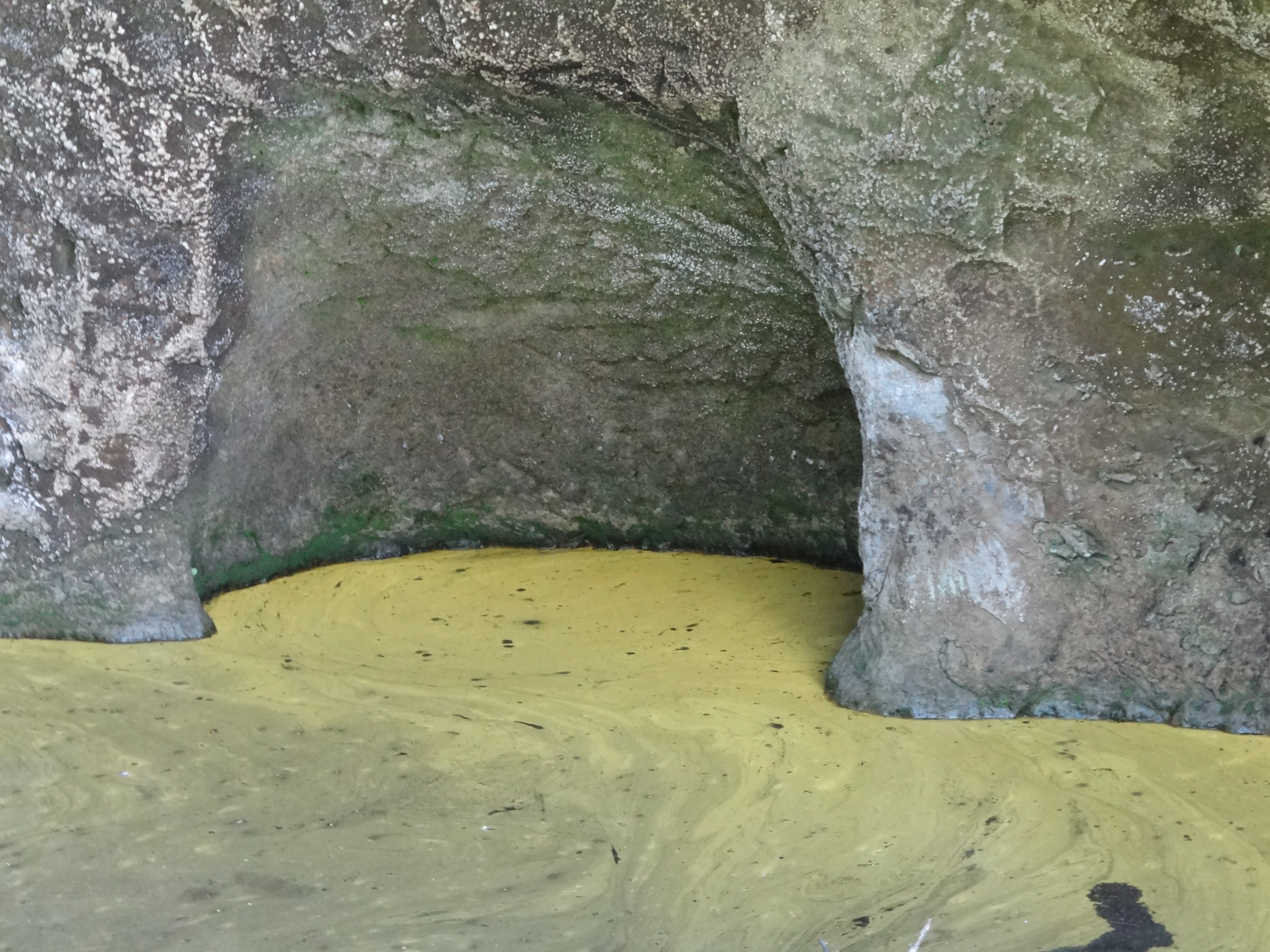
東滑川海浜緑地のヒカリモ

## 分類
現在、分類は混乱しており、文献によりChromulina rosanoffiiやChromulina vischeriとされることもあるが、本稿では神戸市環境保健研究所の研究に従い、オクロモナス属（ハダカヒゲムシ属）としている。
千葉県富津市竹岡の群生地は、日本で初めてヒカリモが発見された場所であり、「黄金井戸」の別名を持つ。「竹岡のヒカリモ発生地」の名称で、国の天然記念物に指定されている。